# Patio de una casa de Delft
Patio de una casa de Delft es un cuadro del pintor Pieter de Hooch, realizado en 1658, que se encuentra en la National Gallery de Londres.
A diferencia de su compatriota Johannes Vermeer, más intimista en la descripción de la vida burguesa de sus días, de Hooch centró su obra pictórica en una temática basada en la vida tranquila de sus contemporáneos en paseos, calles y patios en los que, con un detallismo preciosista, representa las particularidades arquitectónicas, los elementos cotidianos y hasta las acciones de los personajes.
En el orden característico que refleja la obra de Pieter de Hooch resaltan los elementos descolocados (escoba, cubo, etc.) pero dentro de un orden y arreglo.